# Anthropisches Prinzip
Das anthropische Prinzip (von griechisch anthropos „Mensch“; kurz AP) ist eine seit den 1970er-Jahren diskutierte Hypothese. Sie besagt, dass das beobachtbare Universum nur deshalb beobachtbar ist, weil es alle Eigenschaften hat, die dem Beobachter ein Leben ermöglichen. Wäre es nicht für die Entwicklung bewusstseinsfähigen Lebens geeignet, so wäre auch niemand da, der es beschreiben könnte.

## Entwicklung des Begriffs
Ähnliche Argumentationsstrategien wurden schon länger verwendet. Alfred Russel Wallaces schrieb 1903: »Ein derart gewaltiges und komplexes Universum wie das, von dem wir wissen, dass es um uns herum existiert, könnte unbedingt notwendig sein … um eine Welt hervorzubringen, die genauestens an jedes Detail zur ordentlichen Entwicklung des im Menschen gipfelnden Lebens angepasst sein sollte.«
1957 schrieb Robert Henry Dicke: »Das ›momentane‹ Alter des Universums ist nicht zufällig, sondern wird bestimmt durch biologische Faktoren … [Veränderungen an den Werten fundamentaler physikalischer Konstanten] würden von vornherein die Existenz von Menschen ausschließen, die über das Problem nachdenken könnten.«
Lawrence J. Henderson interpretierte in seinen Büchern The Fitness of the Environment (1913) (dt. Titel Die Umwelt des Lebens, 1914) und The Order of Nature (1917) das anthropische Prinzip teleologisch. Der Agnostiker Henderson, der religiöse Betrachtungen ablehnte, folgerte, dass das Universum in seinem eigentlichen Wesen biozentrisch sei. Seiner Meinung nach sind die Naturgesetze so beschaffen, dass das Universum praktisch auf die Entwicklung von Leben hin ausgerichtet ist.
Brandon Carter verwendet den Begriff „Anthropisches Prinzip“ 1973 auf einer Tagung. Er verknüpft die Eigenschaften des beobachtbaren Universums mit der Notwendigkeit der Existenz eines bewussten Beobachters, der dieses Universum auch zu erkennen vermag. Anthropische Prinzipien, so wie sie in der Naturwissenschaft meist diskutiert werden, sollen „natürliche“ Erklärungsmöglichkeiten für Gegebenheiten im Universum bieten, die für einen Beobachter sehr unwahrscheinlich und deswegen nicht durch Zufall erklärbar erscheinen oder einen ziel- bzw. zweckgerichteten (teleologischen) Eindruck machen.

## Varianten des anthropischen Prinzips

### Brandon Carter
Als erste konkrete Formulierung des anthropischen Prinzips gelten einige Passagen in Carters Publikation von 1974:
- Allgemeines AP: ».. was wir zu beobachten erwarten können, muss eingeschränkt sein durch die Bedingungen, welche für unsere Gegenwart als Beobachter notwendig sind.«
- Schwaches AP (engl. weak anthropic principle, WAP): ».. wir müssen bereit sein, die Tatsache in Betracht zu ziehen, dass unser Ort im Universum in dem Sinne notwendig privilegiert ist, dass er mit unserer Existenz als Beobachter vereinbar ist.«
- Starkes AP (engl. strong anthropic principle, SAP): ».. das Universum (und deswegen die fundamentalen Parameter, von welchen es abhängt) muss derart sein, dass es die Entstehung von Beobachtern in ihm in manchen Phasen erlaubt.«

Besonders die unsichere Bedeutung des Wortes „muss“ im starken AP ist verantwortlich für die unklare Interpretation dieses Prinzips, da es sowohl als Forderung der schlichten logischen Verträglichkeit der Beobachtungsdaten mit der Beobachterexistenz als auch in einem stärkeren teleologischen Sinn gedeutet werden kann. Wegen dieser teleologischen Deutbarkeit des starken AP in dieser Formulierung wird ihm oftmals ein spekulativer und unwissenschaftlicher Charakter vorgeworfen.
1983 betonte Carter, dass das Prinzip in seiner ursprünglichen Form lediglich dazu dienen sollte, Astrophysiker und Kosmologen vor möglichen Fehlern bei der Interpretation von astronomischen und kosmologischen Daten zu warnen, falls biologische Randbedingungen des Beobachters nicht mit einbezogen würden.

### John Leslie
John Leslie betrachtet das anthropische Prinzip als eine Tautologie, die benutzt werden kann, um aus empirischen Beobachtungen gültige Schlüsse zu ziehen. Er formuliert das anthropische Prinzip folgendermaßen:
- Jedes intelligente Lebewesen, welches ist, kann sich selbst nur dort vorfinden, wo intelligentes Leben möglich ist.

Der Unterschied zwischen schwachem und starkem AP besteht gemäß Leslie nur darin, dass das schwache AP behauptet, dass intelligentes Leben sich nur in solchen Bereichen innerhalb eines gegebenen Universums vorfinden kann, wo Beobachter überhaupt existieren können, während das starke AP sich auf mehrere Universen (oder auch auf ein einzelnes Universum mit kausal unabhängigen Regionen) bezieht und behauptet, dass intelligentes Leben sich nur in solchen Universen vorfinden kann, in denen die Existenz von Beobachtern möglich ist.

### Nick Bostrom
Der Philosoph Nick Bostrom äußerte 2002, anthropische Prinzipien klängen vernünftig, aber sie seien zu schwach, um echte wissenschaftliche Arbeit zu leisten. Er definiert folgende Selbstauswahl-Hypothesen (Self-Sampling Assumptions):
- Self Sampling Assumption (SSA): Man sollte schlussfolgern, so als ob man eine zufällige Auswahl aus der Menge aller Beobachter in seiner Referenzklasse wäre.
- Strong Self Sampling Assumption (SSSA): Man sollte schlussfolgern, so als ob der gegenwärtige Beobachtungszeitpunkt eine zufällige Auswahl aus der Menge aller Beobachterzeitpunkte in seiner Referenzklasse wäre.

Die SSA bzw. SSSA erlauben, anders als andere anthropische Prinzipien, den in beobachtbaren Universen möglichen Beobachtungen eine Wahrscheinlichkeit zuzuordnen; gewöhnlich werden solche Universen, in denen bewusste Beobachter nicht existieren können, von der Beobachtung ausgeschlossen, ohne dies zu berücksichtigen. Es ist deshalb eigentlich kein reines anthropisches Prinzip mehr, sondern hat in dieser Beziehung Ähnlichkeiten mit einer von dem Astrophysiker Richard Gott vorgeschlagenen Synthese aus anthropischem und kopernikanischem Prinzip, dem kopernikanisch-anthropischen Prinzip.
Diese Selbstauswahl-Hypothesen erweitert Bostrom zu einem Modell von „anthropischer Voreingenommenheit“ (anthropic bias) und anthropischem Schließen (anthropic reasoning). Es berücksichtigt die Unsicherheit bezüglich der Bedeutung der Beobachtung zu gegebenem Beobachtungszeitpunkt im Universum. Das Modell versucht durch kognitive menschliche Voreingenommenheit bestehende Grenzen zu überwinden. Da die exakte Bestimmung der Referenzklasse, d. h. der Klasse aller Entitäten, von der sich ein Beobachter vernünftigerweise als zufällig ausgewählt annehmen kann, jedoch in vielen Fällen unsicher ist, hält Bostrom vor allem solche Beweise unter Zuhilfenahme von anthropischen Prinzipien für glaubwürdig, deren Resultate möglichst unabhängig von der Wahl der Referenzklasse sind.

### John Archibald Wheeler
Vom Physiker John Archibald Wheeler stammt eine Version des AP, welche oft mit dem subjektiven Idealismus eines George Berkeley (1685–1753) in Verbindung gebracht wird.
- Participatory anthropic principle (PAP): Beobachter sind notwendig, um das Universum zu erzeugen.

Insbesondere wird beim PAP ein quantenmechanisches Phänomen, die sogenannte Reduktion der Wellenfunktion bei der Messung, in Verbindung mit einem Beobachter gebracht. Grob gesprochen wird eine Messung als Beobachtung eines bewussten Wesens interpretiert, und die damit verbundene Reduktion der Wellenfunktion wird als „Realisation“ der Welt in einem definiten Zustand aufgefasst. Der Beobachter wäre demnach ein wesentlicher Bestandteil der physikalischen Beschreibung der Welt; erst durch seine Beobachtung würde die Welt „Realität“ annehmen.
Das PAP hängt eng mit einer Interpretation der Quantenmechanik zusammen, insbesondere mit der sogenannten Kopenhagener Deutung, welche die Reduktion der Wellenfunktion bei der Messung vertritt. So sind neuere Entwicklungen in der Interpretation der Quantenmechanik, die eine objektive Beschreibung des quantenmechanischen Messprozesses in rein quantenmechanischen Begriffen erlauben, also keinen Bezug auf eine klassischen Gesetzen gehorchende Messapparatur wie in der Kopenhagener Deutung nehmen, auch relevant für die Beurteilung des PAPs.
Diesem Prinzip wird oftmals ein unwissenschaftlich teleologischer Charakter vorgeworfen, so z. B. in der kritischen Betrachtung des PAP von J. Earman.

### Barrow & Tipler
1986 veröffentlichten die Physiker John D. Barrow und Frank J. Tipler das kontroverse Buch The Anthropic Cosmological Principle. Darin beschrieb Barrow einem anthropischen Prinzip den Weg. Es wollte eine Form des Umgangs mit den schier unglaublichen Zufällen finden, die zu unserer Gegenwart in einem Universum führten. Alles vom genauen Energiezustand des Elektrons bis hin zur Ausprägung der schwachen Wechselwirkung scheint ihm maßgeschneidert, um unsere Existenz zu ermöglichen. Wir leben in einem Universum, das von einer Reihe unabhängiger Variablen abhängt, bei denen eine bereits eine geringe Veränderung ausreicht, um es für alle Lebensformen unbewohnbar zu machen. Und trotzdem existieren wir. Das anthropische Prinzip besagt, dass der Grund, warum wir hier sind und diese Fragen überhaupt erwägen, aus der Tatsache folgt, dass alle Variablen die richtigen Werte haben. Die beiden Versionen des schwachen und starken anthropischen Prinzips, wie sie von John Barrow und Frank Tipler formuliert wurden, lauten:
- schwaches anthropisches Prinzip (engl. weak anthropic principle, WAP): »Die beobachteten Werte aller physikalischen und kosmologischen Größen sind nicht gleich wahrscheinlich, aber sie nehmen Werte an, die beschränkt sind durch die Erfordernisse für die Existenz von Orten, an denen sich kohlenstoffbasiertes Leben entwickeln kann, und durch das Erfordernis, dass das Universum alt genug sein muss, dass dieser Vorgang bereits eingetreten ist.«
- starkes anthropisches Prinzip (engl. strong anthropic principle, SAP): »Das Universum muss so beschaffen sein, dass in ihm die Entwicklung von Leben in einem gewissen Stadium seiner Geschichte ermöglicht wird.«

Darüber hinaus postulierten Barrow und Tipler auch noch ein weiteres, Final Anthropic Principle (FAP) genanntes, Prinzip, wonach das Universum so aufgebaut ist, dass es in Zukunft mit technologischen Mitteln möglich sein soll, ewiges Leben zu erreichen.
- endgültiges anthropisches Prinzip (Final Anthropic Principle): »Intelligente Informationsverarbeitung muss im Universum entstehen, und, wenn sie einmal entstanden ist, wird sie niemals aussterben«.

Tipler erweiterte 1994 dieses Konzept in seinem Buch Die Physik der Unsterblichkeit um die Omegapunkttheorie. Sowohl das Buch als auch die Theorie stoßen allerdings in der Fachwelt im Allgemeinen wegen der vielen äußerst fragwürdigen und hochspekulativen Annahmen auf heftige Kritik und Ablehnung.

## Anwendung von anthropischen Prinzipien

### Entstehung des Lebens
Nimmt man die Entstehung des Lebens auf einem vorgegebenen Planeten als sehr unwahrscheinlich an, so wird oft das schwache anthropische Prinzip mit der Annahme eines unendlichen (oder sehr großen) Universums als Möglichkeit betrachtet, die Entstehung des Lebens trotz einiger eventuell lokal unwahrscheinlicher Evolutionsschritte zu erklären. In einem solchen unendlichen (oder sehr großen) Universum würde die pure Anzahl der geeigneten Planeten die Unwahrscheinlichkeit der Entwicklung des Lebens auf einem individuell betrachteten Planeten aufwiegen und Leben müsste demnach praktisch zwangsläufig entstehen.
Das anthropische Prinzip lässt Rückschlüsse auf die  Evolution zu, beispielsweise schloss B. Carter 1983, dass die Evolutionsgeschichte astrophysikalische Beschränkungen unterliegt. Das intelligente irdische Leben ist gemäß Evolutionstheorie in rund 4 Milliarden Jahre entstanden und die Lebensdauer der Sonne beträgt rund 10 Milliarden Jahre. Um die lange Entwicklungszeit zu erklären, müsse es mindestens einen, aber nicht mehr als zwei unwahrscheinliche Evolutionsschritte in der Entwicklung intelligenten Lebens geben. Dieses Ergebnis wird oft benutzt, um die Möglichkeit extraterrestrischer Intelligenz im sichtbaren Universum abzuschätzen. Antonio Feoli und Salvatore Rampone führten an, dass, falls die geschätzte Größe unseres sichtbaren Universums und die Anzahl der Planeten darin miteinbezogen wird, eine höhere Wahrscheinlichkeit für die Entwicklung extraterrestrischer Intelligenz in diesem sichtbaren Universum möglich sei, als es das Ergebnis Carters impliziere.

### Naturgesetze und Naturkonstanten
Auch die Tatsache, dass die Naturgesetze und die Naturkonstanten des beobachtbaren Universums überhaupt die notwendigen Eigenschaften und Werte besitzen, um Leben zuzulassen, wird oft mit dem anthropischen Prinzip begründet.

### Stringtheorie und Multiversen
Der Entwicklungsstand der Stringtheorie bis 2013 beinhaltet die Möglichkeit bis Wahrscheinlichkeit des Nebeneinander-Existierens sehr vieler Universen mit unterschiedlichen Naturkonstanten und daher auch unterschiedlichen Bedingungen (typische Schätzungen nennen die astronomische Zahl von ca. 10500). Sollte sich die Existenz von Multiversen durch Beobachtungen bestätigen lassen, wäre dies ein Argument für die Aussage, eine dieser vielen Welten sei zufällig lebensfreundlich.

## Kritik
In seinem Essay Das Katastrophenprinzip (1983) lehnt Stanisław Lem die Hypothese als Fehlschluss ab. Genauso gut könnte man ein „Chartreuse Liqueur Principle“ behaupten, in dem die Anfangsbedingungen des Kosmos die Entstehung eines solchen Likörs bedingten.